# Joel Santos Filho

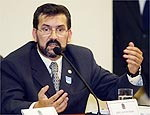
Joel na CPI dos correios/mensalão

Joel Santos Filho (Curitiba, 1 de novembro de 1954) é um advogado brasileiro. Ficou conhecido nacionalmente quando foi preso em ação conjunta do Ministério Público e Polícia Federal, quando vieram ao público, através da Revista Veja, as gravações que o mesmo havia realizado e não apresentado às autoridades competentes, vídeo onde constava o grande esquema de corrupção nas estatais e onde havia prova material de aceitação de propina, o que veio a ser conhecido como Escândalo dos Correios, em 2005, e que resultou no Escândalo do Mensalão.

## Biografia
Em 1985 graduou-se pela Faculdade de Direito de Curitiba.
Em 1992 foi convidado pelo então Secretário de Educação Elias Abraão, e seu assessor Abdala Radi Maftum, para exercer cargo de direção e assessoramento superior (DAS-4) em Brasília/DF, como Diretor Adjunto de Operações para a Secretaria de Projetos Educacionais Especiais do Ministério de Educação e do Desporto no que trata da construção, implantação e operacionalização dos CAICs (Centro de Atenção Integral à Criança e ao Adolescente). Saiu desse Ministério, em 1995, por motivo de doença paterna, retornando a Curitiba, embora, posteriormente, desenvolvesse ainda alguns projetos de consultoria na Capital Federal para o SENAR (Serviço Nacional de Aprendizagem Rural).
Em 2002, participou como consultor do Projeto “Esporte na Escola”, a convite do Ministério e Secretária de Educação do Paraná. Após, e até o ano de 2005, continuou a desenvolver as atividades de consultoria multidisciplinar e também em clubes de serviços como o Rotary e atividades ligadas à micro e pequenas empresas, através da Associação de Micro e Pequenas Empresas de Curitiba e Região - AME CURITIBA e da FAMPEPAR (Federação das Associações de Micro e Pequenas Empresas do Paraná).
Em 2005 foi preso pela Polícia Federal, em Curitiba, descoberto como autor de um vídeo onde havia recebimento de propina por um funcionário público e que revelava ainda um grande esquema de corrupção - gravações realizadas meses antes em Brasília e omitidas da justiça pelo autor - vídeo que só veio a ser conhecido pelo público e pelas autoridades competentes à sua revelia através da revista Veja. Segundo a procuradora do Ministério Público Federal Raquel Branquinho "Não se está prendendo porque gravaram. Se a pessoa tem conexão com uma rede de desvio de verba em licitações, com empresas, tudo isso tem que ser apurado", justificando o pedido de prisão temporária. O delegado da Polícia Federal Luiz Flávio Zampronha, responsável pelas investigações no caso de corrupção nos Correios, caso denunciado pela revista Veja, ressaltou que as prisões temporárias de Joel e do outro envolvido foram pedidas porque havia o risco de fuga, já que se apresentaram com nomes falsos nos Correios. Confessou no depoimento à Polícia Federal "aos policiais que o prenderam, Joel Santos Filho disse que trabalhou na inteligência da Usina de Itaipu. Contou ainda que fora contratado para outros serviços de arapongagem, como tentar descobrir um esquema de corrupção na compra de uniformes escolares na prefeitura de São Paulo - à época administrada pela petista Marta Suplicy".
Em 2006, candidata-se a Deputado Federal no Paraná, pelo partido PT do B, sob o número 7080, tentado se eleger a cargo público capitalizando para si a denúncia da corrupção que foi descoberta nos Correios e seus desdobramentos no Escândalo do Mensalão, aproveitando o escândalo gerado, com a chamada "Você sabe quem desmantelou a quadrilha dos Correios?" conforme vídeo disponível no youTube. Porém não consegue atenção pública, recebe apenas 700 votos e não é eleito.
Em 2008, nova tentativa de se eleger a cargo público com o discurso do seu combate à corrupção, desta vez como candidato a Vereador em Curitiba, pelo partido PDT, sob número eleitoral 12120, auxiliado por poucas pessoas que ainda acreditavam nele. Novamente não alcançou credibilidade obtendo 235 votos totais.
Em 2011 Joel Santos Filho é impedido de advogar por suspensão, por infração ao art 34, inciso XXIII, c/c art 37, I, § 2º, da Lei nº 8906/94, em face do trânsito em julgado das decisões proferidas pelo Tribunal de Ética e Disciplina e pela Câmara de Disciplina da OAB Seção Paraná, assim como pelo Conselho Federal da OAB, tendo sido intimando para devolução de sua credencial profissional.
Atualmente, Joel Santos Filho dirige a Mix Mix Consultoria Ltda, empresa de sua propriedade com sede em Curitiba PR, edita o Gibi do Joel (www.gibidojoel.com.br) na internet, e luta em prol do fortalecimento das mídias alternativas em todo país, notadamente em Curitiba.

### Escândalo dos Correios
Em fevereiro de 2005, soube por seu amigo, o empresário Sr. Arthur Wascheck Neto, as dificuldades deste quanto à participação em licitações nos Correios que tinha como grande empecilho a figura do Chefe de Administração e Contratação dos Correios, Maurício Marinho, por cobranças e imposições feitas pelo mesmo, que inviabilizavam qualquer participação honesta em processos licitatórios. Concluíram que somente com a contundência da produção material de provas de corrupção (gravações), é que se poderia provar a desonestidade e promover licitações justas no referido órgão público. Esta é a versão do autor do vídeo para os fatos.
Porém, segundo o depoimento que Joel Santos Filho fez à Polícia Federal, na realidade ele foi contratado por Arthur Wascheck Neto por 5 mil reais para o serviço de filmar Maurício Marinho. Também confessou à polícia e à CPMI dos Correios que foram realizadas quatro gravações, em datas distintas, no início do ano. Era conhecedor de um crime e não denunciou. Filmou um crime, e não denunciou. Protagonizou, ainda que passando-se por empresário que não era, e não denunciou. Era conhecedor de muitos crimes, pelo conteúdo da gravação, narrados pelo funcionário dos Correios, e não denunciou, nem à Polícia, nem ao Ministério Público, nem levou a um órgão de divulgação público. Teve meses para denunciar se fosse esse o objetivo, mas não o fez. A gravação só foi revelada pela revista Veja em 14 de maio.  A Polícia Federal chegou ao suposto empresário - Joel Santos Filho - por meio de imagens no sistema de segurança dos Correios. A prisão aconteceu em 06 de junho.
O empresário Arthur Wascheck Neto, que na ocasião já fornecia aos Correios através de suas empresas, alegou que a empresa estatal Correios estava em débito com ele e que havia recebido multas abusivas da mesma. Evidencia-se que a motivação da filmagem era interesse particular e não do interesse público por parte de nenhum dos envolvidos.
A gravação que Joel Santos Filho fez, passando-se por um empresário de uma empresa fictícia, com o objetivo alegado de demonstrar a corrupção daquele servidor público e dos demais envolvidos no que veio a ser chamado de Escândalo dos Correios, colhendo com a filmagem a prova material incontestável, veio a público em cadeia nacional. Isso se deu através da revista Veja quando Jairo de Souza Martins - que alugou a Arthur Wascheck Neto uma maleta equipada com câmera para que Joel Santos Filho flagrasse a ação de Marinho - querendo ficar famoso, entregou uma cópia do conteúdo da filmagem a um jornalista da revista, sem o conhecimento do autor.
Profissional, Joel Santos Filho, autodenominando-se Goldman, representante de multinacionais no Brasil, consegue extrair de Marinho a descrição de um assombroso esquema de corrupção que implica inclusive o então deputado Roberto Jefferson sem utilizar nenhuma documentação, apenas com o poder de seu discurso experiente. E por quatro vezes conseguiu que o iludido corrupto repetisse tudo, até que a gravação estivesse boa o suficiente. A partir da divulgação do vídeo feito por Joel Santos Filho, cuja mão aparece nas imagens que ficaram conhecidas em todo o Brasil, de Maurício Marinho recebendo e embolsando o que pensava ser propina de um suposto empresário, iniciou-se o que veio a ser chamado de escândalo do mensalão.
Devido às proporções do escândalo, do poder envolvido e do vídeo não ter sido apresentado pelo autor, Joel Santos Filho foi preso e investigado, pois poderia ser um corruptor. As imagens dessa prisão deram origem a todo tipo de questionamento sobre quem era este advogado e o objetivo da gravação. Concluiu-se que Joel Santos Filho não foi um corruptor - contratado, forjou uma corrupção - assim não foi indiciado pela Polícia Federal ou Ministério Público e não foi considerado um dos integrantes do esquema Correios/Mensalão pelos órgãos fiscalizadores. mas não recebeu o crédito de denunciante, com suas declarações divergentes.
Foi criada então a CPI dos Correios e hoje aguardam julgamento pelo Supremo Tribunal Federal quarenta pessoas realmente envolvidas no maior esquema de corrupção conhecido no Brasil, o Escândalo do Mensalão listadas na Denúncia Oficial da Procuradoria Geral da República que afirma, na página 6, que foi a gravação que tornou a denúncia e toda a investigação possível.
Muita gente estava envolvida, muita gente sabia, talvez muitos outros estivessem indignados. Como viemos a saber, o esquema de corrupção era imenso e envolvia muitas estatais, empresas, políticos e banqueiros. Talvez outro, em algum momento, em algum lugar, pelo mesmo motivo, ou por outros, viesse a fazer o mesmo. Talvez nem ele mesmo soubesse o espantoso alcance que teria sua atitude, sua escolha. Mas foi Joel Santos Filho o homem que escancarou, ainda que sem querer, os porões podres do Brasil. E é assim que se faz a História.

### O Cidadão Comum e o Poder
Embora a escolha e a atitude de Joel Santos Filho tenham resultado, comprovadamente, em utilidade pública e relevante benefício à Sociedade, trazendo à luz práticas obscuras nos bastidores da política no Brasil, o mesmo proferiu questionamentos sobre o tratamento que recebeu, acolhidos na Tribuna Livre do Encontro Brasileiro de Direitos Humanos de 2006, em Curitiba, através da Associação Brasileira de Advogados Criminalistas, demonstrando como ainda é possível um cidadão comum ter seus direitos individuais violados quando confronta com o Poder, a saber:
1- A ordem lógica não seria investigar e provar algum crime, para depois aprisionar alguém?
2- Qual o motivo de não terem me investigado previamente ao aprisionamento, sendo que estive, em toda minha vida, não mais que quatro vezes no prédio dos Correios em Brasília (em todas elas me identifiquei com meu documento oficial)?
3- Qual o motivo de não terem levantado minha vida passada e visto que nunca tive problemas com Polícia ou Justiça?
4- Qual o motivo de terem me atribuído falsamente (e nunca desmentido e isto inclusive é reafirmado no relatório final da CPMI) a condição de funcionário da ABIN ou “araponga”, se nem sei onde se localiza ou quem faz parte ou dirige essa Entidade (que aliás, é do governo) e nunca fiz nenhum trabalho de investigação em minha vida?
5- A “imunidade parlamentar” pode se sobrepor aos direitos individuais dos cidadãos brasileiros, ou seja, quando Dep. Roberto Jeferson (citado na prova colhida) falava, virava “uma verdade”, enquanto eu, aprisionado, sem culpa levo até hoje a fama (porque amplamente divulgada na mídia, inclusive a oficial, e jamais desmentida) de criminoso, “araponga”, espião ou de integrante da “ABIN”?
6- A colheita da prova, gravação ambiental, dentro de um prédio público, feita diretamente pela minha pessoa gravando a pessoa que protagonizou a gravação (Sr. Maurício Marinho), pode ser considerada como ilegal?
7- Caso fosse ilegal a prova, como explicar que com base nela se fundamentaram toda uma gama de processos – avalanches de três CPIS – Cassações de parlamentares – queda de funcionários, Diretores e Ministros? Ou ainda, como explicar que com base nela foi destituída toda a diretoria de Furnas, Correios, IRB, demissões de incontáveis funcionários públicos?
8- Para os que possam entender que ela é lícita, a pergunta é singela, ou seja, porque fui preso apenas com a roupa do corpo, apreendidos todos meus documentos e arquivos particulares, devassados todos os meus sigilos (tinha todos os meus documentos fiscais, telefônicos e bancários em casa, inclusive senhas).
9- Qual o motivo de ter o Sr. Marinho pedido proteção policial, após ouvido na CPMI, e ser deferida tal “proteção policial”enquanto eu estava preso? (quem constituiu a prova material de crime fica aprisionado e quem comete o crime tem “proteção policial oficial” ?).
10- Qual o motivo de as pessoas citadas pelo Sr. Marinho na fita que gravei, integrantes da direção dos correios, somente foram ouvidos pela CPMI mais de trinta dias após, sendo que todos foram citados como partícipes? (para que tivessem tempo de destruírem provas ou quaisquer evidências?)
11- Qual o motivo de terem feito colheita de material fonético (minha voz) para “exame pericial” para se constatar a autenticidade da minha voz na gravação, (essa colheita seria para evidenciar prova de que eu tive “culpa” de fazer tal gravação e que a vítima seria o Sr. Marinho)?
12- Porque eu, como cidadão comum, não poderia colher provas e denunciar algo errado, se jornalistas, a todo momento, apontam irregularidades sem risco de prisão (registram filmando, gravando ou fotografando...). Indago: se no caminho do gabinete do Sr. Marinho filmasse eu acidentalmente uma pessoa passando drogas para outra, a prova seria ilegal? Eu seria preso ou processado pelos traficantes?
13- Qual o motivo de a pessoa que gravou Waldomiro Diniz não ter sido presa?
14- Porque fui tratado como investigado em CPMI como se bandido fosse com vida exposta – em perguntas das mais absurdas que muitas delas tinham visivelmente a única intenção de desqualificar a gravação feita e a minha pessoa?
15- Qual o motivo de no caso do “Caseiro”, por uma devassa infinitamente menor ou apenas na conta bancária, ter derrubado um ministro e um presidente da Caixa, quando no meu caso incontáveis violações se consumaram (entre elas também bancárias) apenas eu fui aprisionado? (Não tive a felicidade que teve o caseiro em ser “adotado” por partidos políticos no momento oportuno...).
16- Por que não me devolveram, até agora, o material que retiraram de minha casa violada (computador, gravadores, fitas, CDs, back ups, documentos e fotos diversas, cópia de processos de clientes, agenda eletrônica de telefones e outras agendas, extratos bancários, declarações de meu imposto de renda, contas telefônicas, etc.).
17- No relatório final da CPMI dos Correios ainda sou citado como Agente da ABIN, ou espião. Será que uma Comissão Parlamentar Mista de Inquérito (auxiliada por todo aparato oficial da Polícia Federal), não tem poder para saber se sou ou não agente, se consto da folha, se há algum relato informativo ou trabalho de espionagem meu?
Esses questionamentos foram também publicados no Jornal Impacto, de Curitiba.